# 2017年夏季ユニバーシアードにおけるサッカー競技
2017年夏季ユニバーシアードにおけるサッカー競技は8月18日から29日まで中華民国（台湾）の台北市周辺にて行われた2017年夏季ユニバーシアードのサッカー競技である。

## メダル獲得国
| 男女 | 金       | 銀       | 銅       |
| ---- | -------- | -------- | -------- |
| 男子 | 日本     | フランス | メキシコ |
| 女子 | ブラジル | 日本     | ロシア   |

## 男子

### 出場国
| A組 - チャイニーズタイペイ - アイルランド - フランス - メキシコ | B組 - 日本 - ウルグアイ - カナダ - マレーシア | C組 - イタリア - ブラジル - ロシア - アメリカ合衆国 | D組 - 韓国 - 南アフリカ共和国 - ウクライナ - アルゼンチン |

## 女子

### 出場国
| A組 - チャイニーズタイペイ - 韓国 - アメリカ合衆国 - アルゼンチン | B組 - カナダ - メキシコ - アイルランド | C組 - 日本 - ブラジル - コロンビア | D組 - ロシア - イギリス - 南アフリカ共和国 |

## 参考資料
- 国際大学スポーツ連盟